# Campeonato Tocantinense 2024
In 2024 werd het 32ste Campeonato Tocantinense gespeeld voor voetbalclubs uit de Braziliaanse staat Tocantins. De competitie werd georganiseerd door de FTF en werd gespeeld van 27 januari tot 6 april. União werd kampioen. 

## Eerste fase
| Plaats | Club                  | Wed. | W | G | V | Saldo | Ptn. |
| ------ | --------------------- | ---- | - | - | - | ----- | ---- |
| 1.     | União                 | 7    | 6 | 1 | 0 | 10:1  | 19   |
| 2.     | Tocantinópolis        | 7    | 4 | 2 | 1 | 8:3   | 14   |
| 3.     | Capital               | 7    | 4 | 1 | 2 | 10:6  | 13   |
| 4.     | Araguaína             | 7    | 4 | 1 | 2 | 9:5   | 13   |
| 5.     | Gurupi                | 7    | 2 | 3 | 2 | 6:6   | 9    |
| 6.     | Tocantins de Miracema | 7    | 2 | 1 | 4 | 6:13  | 7    |
| 7.     | Bela Vista            | 7    | 1 | 1 | 5 | 7:11  | 4    |
| 8.     | Batalhão              | 7    | 0 | 0 | 7 | 5:16  | 0    |

|  | Gekwalificeerd voor tweede fase |

## Tweede fase
In geval van gelijkspel worden strafschoppen genomen, tussen haakjes weergegeven. 
|  | halve finale   | halve finale | halve finale | halve finale |  |                | finale | finale | finale | finale |
|  |                |              |              |              |  |                |        |        |        |        |
|  |                |              |              |              |  |                |        |        |        |        |
|  | União          | 1            | 1            | 2 (5)        |  |                |        |        |        |        |
|  | Araguaína      | 1            | 1            | 2 (4)        |  |                |        |        |        |        |
|  |                |              |              |              |  | União          | 2      | 2      | 4      |        |
|  |                |              |              |              |  | Tocantinópolis | 1      | 1      | 2      |        |
|  | Tocantinópolis | 3            | 1            | 4            |  |                |        |        |        |        |
|  | Capital        | 2            | 0            | 2            |  |                |        |        |        |        |

## Totaalstand
| Plaats | Club                  | Wed. | W | G | V | Saldo | Ptn. |
| ------ | --------------------- | ---- | - | - | - | ----- | ---- |
| 1.     | União                 | 11   | 8 | 3 | 0 | 16:5  | 27   |
| 2.     | Tocantinópolis        | 11   | 6 | 2 | 3 | 14:9  | 21   |
| 3.     | Araguaína             | 9    | 4 | 3 | 2 | 11:7  | 15   |
| 4.     | Capital               | 9    | 4 | 1 | 4 | 12:10 | 13   |
| 5.     | Gurupi                | 7    | 2 | 3 | 2 | 6:6   | 9    |
| 6.     | Tocantins de Miracema | 7    | 2 | 1 | 4 | 6:13  | 7    |
| 7.     | Bela Vista            | 7    | 1 | 1 | 5 | 7:11  | 4    |
| 8.     | Batalhão              | 7    | 0 | 0 | 7 | 5:16  | 0    |

|  | Kampioen, geplaatst voor Série D 2025, Copa do Brasil 2025 en Copa Verde 2025     |
|  | Vicekampioen, geplaatst voor Série D 2025, Copa do Brasil 2025 en Copa Verde 2025 |
|  | Uitgeschakeld in halve finale                                                     |
|  | Degradatie naar Segunda Divisão 2024                                              |

### Kampioen
| Campeonato Tocantinense de 2024 |
| Tocantins                       |
| ------------------------------- |
| UNIÃO Kampioen (2° titel)       |